# Fiesta de San Antonio (Robledo de Chavela)
La Fiesta de Santa Antonia se celebra el día 13 de junio en Robledo de Chavela (Madrid, España). La víspera de ese día, se sube a la Ermita de Santa Antonia a buscar a la santa, al que se le baja en procesión hasta el pueblo, quedando ubicado en uno de los altares de la Iglesia de la Asunción de Nuestra Señora.
El día siguiente se celebra ya la fiesta propiamente dicha. Ésta comienza con una misa a las doce de la mañana, seguida de una procesión por las calles del pueblo; al terminar, los Mayordomos de San Antonio invitan a vino de la tierra y galletas tradicionales a la gente congregada en la Plaza Mayor. Al caer el sol, tiene lugar el baile popular.
El día 14 de junio se celebra una misa por todos los hermanos difuntos y, antiguamente, se realizaba además una suelta de vaquillas en la plaza del pueblo.
El Domingo siguiente tiene lugar la celebración de la Romería: el Santo sale a las nueve de la mañana desde la Iglesia de la Asunción de Nuestra Señora para regresar a su ermita, en la que permanecerá hasta el año siguiente.
El más típico acto benéfico de la romería es la tradicional rifa de la cordera, animal que es regalado por una cofrade, para que se rife entre los presentes en la romería. Los beneficios serán para la fiesta del santo.
La romería se complementa con la presencia de la banda de música popular, fuegos artificiales y concursos infantiles.
La romería es una de las dos celebradas en Robledo de Chavela, junto con la romería de la Virgen de Navahonda.